# Plodio
Plodio ( Ciöi in dialetto valbormidese, ed in ligure, Ceui in genovese) è un comune italiano di 605 abitanti della provincia di Savona in Liguria.

## Geografia fisica
Il comune è situato in val Bormida tra i comuni di Millesimo, Cosseria e Carcare, adiacente al colle di Cadibona, costituito da borgate sparse al centro della dorsale collinare affacciata fra i due rami della Bormida di Millesimo e Bormida di Pallare.

## Storia
Recenti ritrovamenti, relativi a gruppi di incisioni rupestri protostoriche in una fascia territoriale tra Plodio e Biestro, attestano l'antica frequentazione del territorio già in epoca preistorica, forse in un'epoca risalente all'Età del Ferro.
Tra il XII e il XIII secolo appartenne ai marchesi Del Carretto del feudo di Millesimo seguendone le sorti.
Intorno al 1639 fu momentaneamente occupato dalla casata reale Savoia, fino alla costituzione in comune autonomo; in precedenza era un "quartiere" - assieme a Biestro - di Cosseria. Fu dunque annesso al Regno di Sardegna nel 1735 e, per la sua posizione geografica, fu coinvolto, così come altri centri della val Bormida, nelle operazioni militari dell'esercito francese di Napoleone Bonaparte nel 1796.
Con la dominazione francese il territorio di Plodio rientrò dal 2 dicembre 1797 nel Dipartimento del Letimbro, con capoluogo Savona, all'interno della Repubblica Ligure. Dal 28 aprile 1798 con i nuovi ordinamenti francesi, rientrò nel VIII Cantone, capoluogo Carcare, della Giurisdizione delle Arene Candide e dal 1803 centro principale del VIII Cantone della Bormida Occidentale nella Giurisdizione di Colombo. Annesso al Primo Impero francese dal 13 giugno 1805 al 1814 venne inserito nel Dipartimento di Montenotte.
Nel 1815 fu inglobato nel Regno di Sardegna, così come stabilì il Congresso di Vienna del 1814, e successivamente nel Regno d'Italia dal 1861. Dal 1859 al 1927 il territorio fu compreso nel II mandamento di Millesimo del circondario di Savona facente parte della provincia di Genova; nel 1927 anche il territorio comunale plodiese passò sotto la neo costituita provincia di Savona.
Dal 1973 al 30 aprile 2011 ha fatto parte della Comunità montana Alta Val Bormida.

### Simboli
Gonfalone

Lo stemma e il gonfalone sono stati concessi con il decreto del presidente della Repubblica del 10 luglio 2000 e registrato nei registri dell'Ufficio Araldico il 25 luglio dello stesso anno.

## Monumenti e luoghi d'interesse

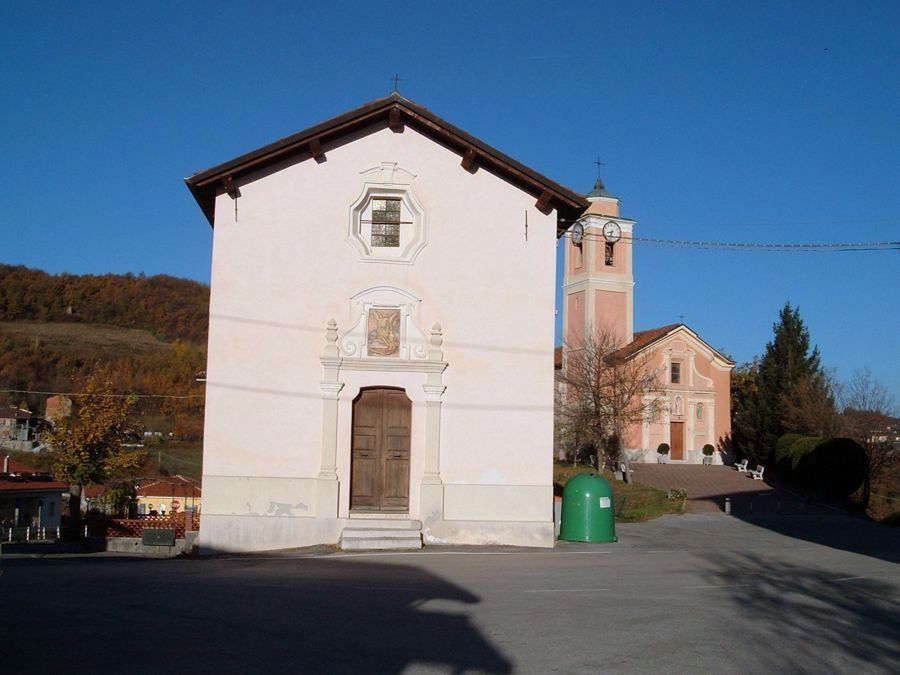
L'oratorio e, sullo sfondo, la chiesa parrocchiale di Sant'Andrea apostolo.

### Architetture religiose
- Chiesa parrocchiale di Sant'Andrea apostolo, sita nella borgata più antica di Plodio, l'opera è una ricostruzione in stile barocco del XVIII secolo di un precedente edificio del XVI secolo.
- Oratorio della Confraternita degli Angeli Custodi presso la parrocchiale di Plodio. Danneggiato dalle truppe napoleoniche durante gli scontri del 1796, e oggi convertito in teatro, presenta un bassorilievo del 1731 sopra al portale della facciata.
- Cappella di Sant'Anna e Santa Lucia nella località Colla. Risalente al Cinquecento fu rimaneggiata nel 1642 e nei due secoli successivi; presenta un piccolo porticato e un campanile a vela.

## Società

### Evoluzione demografica
Abitanti censiti

### Etnie e minoranze straniere
Secondo i dati Istat al 31 dicembre 2019, i cittadini stranieri residenti a Plodio sono 22.

## Geografia antropica
Il territorio comunale è costituito dall'unica frazione di Piani per una superficie territoriale di 8,65 km².
Confina a nord con il comune di Cosseria, a sud con Pallare, ad ovest con Millesimo, ad est con Carcare.

## Economia
La produzione economica è rivolta soprattutto all'attività agricola con un'ampia coltivazione e produzione di cereali, patate e foraggio.

## Infrastrutture e trasporti

### Strade
Il centro di Plodio è attraversato principalmente dalla strada provinciale 11 la quale gli permette il collegamento stradale con Carcare, ad est, e Cosseria a nord.

## Amministrazione

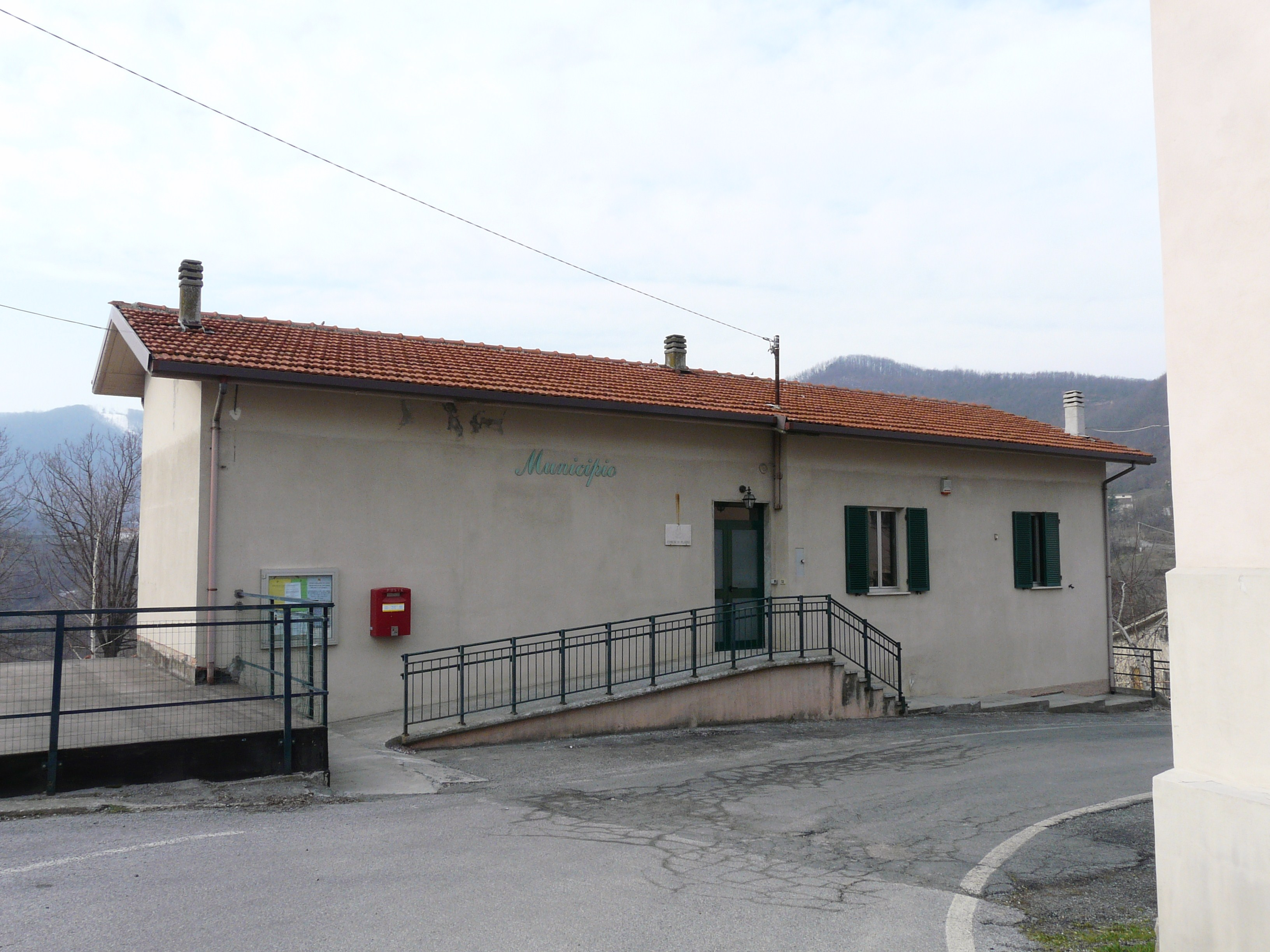
Il municipio

| Periodo        | Periodo        | Primo cittadino | Partito                           | Carica  | Note |
| -------------- | -------------- | --------------- | --------------------------------- | ------- | ---- |
| 6 giugno 1985  | 25 maggio 1990 | Sergio Ferrando | Democrazia Cristiana              | Sindaco |      |
| 25 maggio 1990 | 24 aprile 1995 | Mario Bergero   | lista civica                      | Sindaco |      |
| 24 aprile 1995 | 14 giugno 1999 | Mario Bergero   | Partito Popolare Italiano         | Sindaco |      |
| 14 giugno 1999 | 14 giugno 2004 | Mario Bergero   | lista civica di centro            | Sindaco |      |
| 14 giugno 2004 | 8 giugno 2009  | Gino Bergero    | lista civica                      | Sindaco |      |
| 8 giugno 2009  | 26 maggio 2014 | Gino Bergero    | Insieme per Plodio (lista civica) | Sindaco |      |
| 4 giugno 2014  | 27 maggio 2019 | Gabriele Badano | Insieme per Plodio (lista civica) | Sindaco |      |
| 27 maggio 2019 | 10 giugno 2024 | Gabriele Badano | Insieme per Plodio (lista civica) | Sindaco |      |
| 10 giugno 2024 | in carica      | Gabriele Badano | Insieme per Plodio (lista civica) | Sindaco |      |

## Sport

### Calcio
- A.S.D. Plodio, militante nel campionato di Seconda Categoria.